# Toshiko Yuasa
Toshiko Yuasa (湯浅年子, Yuasa Toshiko, 11 de desembre de 1909 – 1r de febrer de 1980) fou una física nuclear japonesa que treballà principalment a França. Fou la primera dona japonesa graduada en física.

## Educació i primers anys
Yuasa va néixer a Taito, Tòquio, en 1909. El seu pare era un enginyer que treballava a l'oficina de patents japonesa i la seva mare era d'una família literària tradicional. Toshiko era la penúltima de set germans. Va estudiar a la divisió de ciència de l'Alta Escola Normal de Dones de Tòquio (en l'actualitat la Universitat Ochanomizu) des de 1927 fins a la seva graduació en 1931. Més tard es va matricular en el Departament de Física de la Universitat Bunrika de Tòquio (en l'actualitat la Universitat de Tsukuba) i fou la primera dona graduada en física al Japó. Es va graduar en 1934.

## Carrera
Yuasa va començar a ensenyar a la Universitat Bunrika de Tòquio a temps parcial com a ajudant després de graduar-se en 1934. Allà, va començar la seva recerca en espectroscòpia molecular. En 1935 es va convertir en professor ajudant a la Universitat Cristiana de Dones de Tòquio, on va romandre fins a 1937. L'any següent, va ser contractada com a professor ajudant a l'Alta Escola Normal de Dones de Tòquio.
Yuasa s'inspirava en el descobriment de la radioactivitat artificial per Irène i Frédéric Joliot-Curie a l'Institut del radi de París. A causa de les condicions difícils a Tòquio, Yuasa es va traslladar a París el 1940, fins i tot tenint en compte que la Segona Guerra Mundial tot just començava a Europa. Va treballar sota la supervisió de Frédéric Joliot-Curie al Collège de France, on va investigar les particules alfa i beta emeses per nuclis radioactius artificials i l'espectre d'energia de partícules beta. Amb la seva tesi, titulada Contribució a l'estudi de l'espectre continu de les radicions beta emeses pels cossos radioactius artificials, va obtenir el doctorat el 1943.
L'agost de 1944, Yuasa es va veure obligada a deixar París i fou enviada a Berlín. Va continuar les seves investigacions en un laboratori a la Universitat de Berlín i va desenvolupar el seu propi espectròmetre de raigs beta. El 1945, se li va ordenar tornar al Japó, on va viatjar amb el seu espectròmetre. Al seu retorn a Tòquio, va tornar altra vegada a l'Alta Escola Normal de Dones de Tòquio com a professora. No va poder continuar la seva línia de recerca, perquè les Forces d'Ocupació dels Estats Units van prohibir la investigació nuclear al Japó. De 1946 a 1949, va treballar al Centre Nishina per a la Ciència, basada en acceleradors RIKEN i va ensenyar a la Universitat de Kyoto entre 1948 i 1949.
Yuasa va tornar a França al maig de 1949 com a investigadora al Centre Nacional de la Recerca Científica (CNRS) mentre continuava com a professora en excedència a la universitat d'Ochanomizu. Va decidir romandre a França permanentment en 1955 i va renunciar al seu lloc a Ochanomizu. Al CNRS, va començar lrecerques en la desintegració beta utilitzant una càmera de Wilson, i va publicar el 1954 un article avisant dels perills de les proves de la bomba d'hidrogen a l'atol·ló de Bikini. Va ser ascendida a maître de recherche (investigadora en cap) al CNRS a 1957. La seva recerca es va orientar cap a les reaccions nuclears que utilitzen sincrociclotrons al voltant de 1960, i el 1962 va rebre un doctorat per la Universitat de Kyoto per la seva tesi, Estudi d'un tipus d'interacció invariant Gamow-Teller de la desintegració beta del ⁶He.

## Jubilació, mort i llegat
Yuasa es va jubilar de CNRS el 1974, però va romandre com a investigadora emèrita des de 1975. Va rebre una Medalla amb Cinta Morada de govern japonès el 1976 pels seus esforços per promoure intercanvis culturals entre França i el Japó. Va ser hospitalitzada el gener de 1980 al Centre Henri Becquerel de Rouen i va morir de càncer el primer de febrer de 1980, als 70 anys.
Li fou conferida pòstumament l'Orde de la Preciosa Corona de Tercera Classe en 1980. La Universitat Ochanomizu de Toshiko va crear el Premi Yuasa el 2002, per becar científiques joves a França per prosseguir els seus estudis.